# Dinas Powys
Dinas Powys är en ort och community i Storbritannien.   Den ligger i kommunen Vale of Glamorgan och riksdelen Wales, i den södra delen av landet, 210 km väster om huvudstaden London. Antalet invånare är 7 490.